# ماناکامباهنی آنکاویا
ماناکامباهنی آنکاویا (به لاتین: Manakambahiny Ankavia) یک منطقهٔ مسکونی در ماداگاسکار است که در ساوا (ماداگاسکار) واقع شده‌است. ماناکامباهنی آنکاویا ۷٬۸۳۰ نفر جمعیت دارد.